# Bill Catalano
William Catalano, Jr. (9 juillet 1934 - 15 juillet 2005) est un trompettiste de jazz américain qui s'est produit avec Stan Kenton à la fin des années 1950, apparaissant sur au moins 30 enregistrements originaux ainsi que de nouvelles compilations de Capitol, Omega, Playboy Records et Verve. Après son retour dans sa ville natale de San Francisco, il a recommencé à jouer sur la scène locale en tant que musicien parallèle, chef d'orchestre et entrepreneur musical, engageant des musiciens locaux pour de nombreux artistes et spectacles en tournée. Parallèlement à sa carrière d'interprète, il a été éducateur pendant 41 ans, enseignant la musique aux collégiens et lycéens de San Francisco. L'un de ses étudiants les plus connus est le trompettiste de jazz Jon Faddis.